# Sameh Egyptson
Sameh Egyptson, född 8 september 1966 i Aswan i Egypten som Sameh Nabeh Basely Khalil, är en svensk skribent, debattör och teologie doktor inom området interreligiösa relationer vid de Humanistiska och teologiska fakulteterna inom Lunds universitet. Som opinionsbildare har han fokuserat på islamism, och menar att svenska staten har låtit skattemedel gå till antidemokratiska religiösa organisationer.

## Biografi
Sameh Egyptson är född i Aswan i södra Egypten men växte upp i Kairo, i en koptiskt kristen familj. Efter gymnasiet studerade Egyptson Mellanösterns och Egyptens historia vid Ain Shams universitet, samtidigt som han studerade vid Koptiska Institutet i Kairo. År 1990 flydde han på grund av sin vänsteraktivism till Sverige och tog 2001 namnet Egyptson. I Sverige har Egyptson studerat språk, islamologi och religionsvetenskap vid Uppsala och Lunds universitet. 
År 1999 påbörjade han doktorandstudier vid Lunds universitet, med inriktning på interreligiösa relationer mellan kristendomen och islam. Från 1999 och fram till 2004 ledde Egyptson ett interreligiöst forskningsprojekt i Egypten under ledning av professor Aasulv Lande, professor i Missionsvetenskap och Ekumenik vid Lunds universitet. I projektet deltog forskare från Lunds universitet, Koptiska kyrkan och Al-Azharuniversitetet. Projektet uppmärksammades av bland annat Lunds universitets tidskrift LUM och Tidningen Dagen och beskrevs som ett unikt fredsprojekt.
Från 2008 till 2013 ledde Egyptson Swedish Culture Center i Kairo som bland annat under den arabiska våren var aktivt i frågor gällande yttrandefrihet i Egypten. Egyptson var också initiativtagare för ett utvecklingsprojekt (Swedish House) i Kairos fattiga stadsdel Shubra El-Kheima.
Den 10 februari 2023 disputerade Egyptson vid Lunds universitet under uppmärksammade former med sin avhandling ”Global politisk islam? Muslimska brödraskapet & Islamiska förbundet i Sverige”, som godkändes av en oenig betygsnämnd, vilket därmed gjorde honom till teologie doktor.
Egyptson är medlem i Kristdemokraterna och uttryckte 2025 intresse för att bli riksdagsledamot för partiet. Han bor i Höllviken i Vellinge kommun och driver tillsammans med sin hustru företaget Egyptson AB som bland annat arrangerar kulturella resor till Egypten. Deras son Jonathan Egyptson är svensk mästare i konståkning.

## Medier
Dagens Nyheters kultursida uppmärksammade Scandinavian Culture Center som Sameh Egyptson grundade i Kairo 2008. Språktidningen har också uppmärksammat centret som det första som undervisade i svenska språket i Mellanöstern. Centret fungerade även som mötesplats för svenska och egyptiska politiska partier under den arabiska våren. Egyptson har medverkat i tv bland annat i debattprogram som SVT Debatt om den egyptiska revolutionen och han har även anlitats av SVT för att rapportera under den så kallade Arabiska våren. Han har sedan 2013 särskilt intresserat sig för Muslimska Brödraskapets mission i Sverige och har också deltagit regelbundet i samhällsdebatten. Efter publiceringen av hans bok Holy White Lies på Dar El Maaref Publishing House, Kairo i oktober 2018, omskrevs boken i flera medier, bland annat Svenska Dagbladet och Sydsvenska Dagbladet och har även refererats i debattartiklar. Egyptson har även själv skrivit debattartiklar, bland annat om den politiska utvecklingen i Egypten, om islamismen och Muslimska Brödraskapet i Sverige, om hur Socialdemokraterna hanterat islamistiska skolor och om hur Centerpartiet har hanterat kopplingar till islamism. Inför sin disputation uppmärksammades Egyptson i media för slutsatserna i sin avhandling.
Den 23 februari 2023 hölls ett seminarium i Sveriges riksdag där Egyptson var inbjuden av riksdagsledamoten Robert Hannah från Liberalerna för att presentera sin avhandling. Där kritiserade Egyptson de svenska politikerna som han hävdade har gett makt åt en ultrakonservativ grupp att representera muslimer i Sverige.